# Ревю (журнал)
Ревю́ (фр. la revue; англ. review; нем. Rundschau) — название журналов с обзором (обозрением) литературных, научных и политических событий.
Русское слово «журнал» включает понятия, которые во французском языке передаются несколькими терминами: journaux mensuels (ежемесячники) и hebdomadaires (еженедельники), — в отличие от journaux quotidiens (ежедневные газеты); а также revue, известные у англичан как периодические издания reviews (обозрения; в дополнение к magazines — также «журналам»). Слово «ревю» из английской и французской журналистики проникло и в другие западно-европейские страны: отсюда итал. rivista , нем. Rundschau , исп. revista и т. д.

## Во Франции
В 1828 году Гизо, Ремюза, де Брольи и прочие члены политического кружка «доктринёров» стали издавать журнал «Revue Française», намереваясь привить на французской почве ежемесячник типа английских литературно-общественных обозрений.
В 1829 году Сегюр-Дюпейрон (Pierre de Ségur-Dupeyron) и Моруа (Prosper Mauroy) стали издавать «Revue des Deux Mondes», но из-за недостатка средств не смогли довести до конца даже публикацию первого года. В 1831 году Франсуа Бюлоз, бывший пастух, приобрёл права на издание и так упрочил его успех, что под конец жизни оно давало ему не менее 365 000 франков ежегодного дохода. Журнал скоро завоевал себе прочную репутацию и, благодаря сотрудничеству многих академиков, стал считаться преддверием академии. В 1834 году Бюлоз приобрёл и «Revue de Paris» (1829—1845), и стал издавать его одновременно с «Revue des Deux Mondes»; один из журналов посвящён был исключительно литературе и искусствам, другой — философии.
Луи Блан в 1839 году стал издавать скопированный с английских политических журналов «Revue du Progrès», который должен был служить органом крайней левой партии. Несмотря на талантливость редактора и сотрудников, он просуществовал очень недолго и в 1841 году был заменён менее радикальной «Revue indépendante», основанной Пьером Леру, Виардо и Жорж Санд; февральская революция (1848) положила конец этому изданию.
Как орган консервативной партии в 1852 году появился «Revue Contemporaine».
Среди литературно-критических журналов выделялись: «Revue Britannique» (с 1825), «Revue Critique d’Histoire et de Littérature» (с 1856), «Revue Politique et Littéraire» (с 1863). В 1879 году возник издаваемый Жюльеттой Адан «Nouvelle Revue», соперничавший с «Revue des deux Mondes».
История и археология представлены в «Revue Historique» и «Revue Archéologique». Философский журнал — «Revue Philosophique», следивший за новейшими течениями в общеевропейской философии. К области точных наук относился «Revue scientifique».
«Revue des Revues» давал ежемесячно короткое критическое обозрение вновь вышедших журналов типа «ревю», с перепечаткой наиболее характерного.